# Alex Greenwood
Alex Greenwood (Liverpool, 1993. szeptember 7. –) angol női válogatott labdarúgó. A Manchester City védőjátékosa.

## Pályafutása

### Klubcsapatokban

#### Everton
Greenwood Liverpoolban született és nyolcéves korában csatlakozott az Everton akadémiájához. 
A 2010–2011-es Bajnokok Ligája selejtező sorozatában részt vett csapatának a litvániai csoportmérkőzésein és 2010. augusztus 5-én az izlandi KÍ ellen be is mutatkozhatott együttesében. Két nappal később a macedón FK Borec ellen a 80. percben jutott büntetőhöz, mely értékesítése után megszerezte első találatát a Kékek színeiben.
A 2011-es szezonban balhátvédként léphetett pályára a bajnoki sorozatban. Csapatával végül a harmadik helyen sikerült célba érnie.
Következő idényében szintén bronzérmesek lettek a WSL-ben, teljesítményével pedig kiérdemelte az Év fiatal játékosa elismerést.
2014-ben FA-kupa döntőjébe jutott együttesével, azonban 2-0 arányban alulmaradtak az Arsenallal szemben.

#### Manchester City
2020. szeptember 9-én az angol Manchester City csapatához írt alá 3 évre.

### A válogatottban
Tagja volt a 2015-ös világbajnokságon bronzérmes válogatottnak, a 2019-es világbajnokságon pedig negyedik helyezést ért el csapatával.

## Sikerei

### Klubcsapatokban
Angol másodosztályú bajnok (1):
- Manchester United (1): 2018–19

 Francia bajnok (1):
- Olympique Lyon (1): 2019–20

 Francia kupagyőztes (1):
- Olympique Lyon (1): 2020

 Francia szuperkupa győztes (1):
- Olympique Lyon (1): 2019

Bajnokok Ligája győztes (1):
- Olympique Lyon (1): 2019–20

### A válogatottban
Anglia
- Világbajnoki bronzérmes: 2015
- Ciprus-kupa győztes (1): 2015[7]
- Ciprus-kupa ezüstérmes (1): 2014[8]
- SheBelieves-kupa győztes (1): 2019